# Phyllanthus jablonskianus
Phyllanthus jablonskianus là một loài thực vật có hoa trong họ Diệp hạ châu. Loài này được Steyerm. & Luteyn miêu tả khoa học đầu tiên năm 1984.